# Psychotria coeloneura
Psychotria coeloneura är en måreväxtart som beskrevs av Ignatz Urban. Psychotria coeloneura ingår i släktet Psychotria och familjen måreväxter. Inga underarter finns listade i Catalogue of Life.